# Анисимов, Пётр Фёдорович
Пётр Фёдорович Анисимов (29 декабря 1916, Полое, Ардатовский уезд, Симбирская губерния, Российская империя — 6 июня 1988, Смольково, Ардатовский район, Мордовская АССР, РСФСР, СССР) — работник советского сельского хозяйства, ветеран Великой Отечественной войны, Герой Социалистического Труда (1948).

## Биография
Пётр Фёдорович Анисимов родился 29 декабря 1916 года в деревне Смольково Ардатовского уезда Симбирской губернии (ныне — Ардатовского района Республики Мордовия).
Родом из русской семьи крестьян. После окончания начальной школы, в 1934 году начал трудовой путь, поступив трактористом на Ардатовскую машинно-тракторную станцию. Окончил курсы Ардатовского техникума механизации, став механизатором. В 1936 году уехал во Владивосток, где работал слесарем на кожевенном заводе.
В 1937 году был призван в Красную Армию. После прохождения воинской службы был уволен в запас и вернулся на родину. Работал в Ардатовской районной конторе связи, избирался председателем Смольковского сельсовета. Жил и работал в селе Полое — центре сельской администрации Ардатовского района.
Участвовал в Великой Отечественной войне. 
После демобилизации вернулся домой в Смольково, где возглавил полеводческую бригаду колхоза им. Сталина. По итогам работы в 1947 году бригада под руководством Анисимова получила урожай озимой ржи в количестве 30,8 центнера с гектара на площади в 17 гектаров. За получение высокого урожая ржи в 1947 году Бригадир Анисимов был удостоен звания «Герой Социалистического Труда» с вручением золотой медали «Серп и Молот» и ордена Ленина. Бригадир Анисимов вместе со звеньевой его бригады О. А. Стеняхиной стали первыми обладателем этого звания среди тружеников сельского хозяйства Мордовской АССР. Впоследствии звеньевая того же колхоза М. М. Горохова также стала Героем Социалистического Труда.
В 1950 году окончил сельскохозяйственную школу по подготовке колхозных кадров в Саранске, затем работал бригадиром овощеводческой бригады, занимал должность председателя колхоза им. Сталина, а в 1960 году вышел на пенсию.
Пётр Фёдорович Анисимов скончался 6 июня 1988 года в Смольково.

## Награды
- Звание «Герой Социалистического Труда» с вручением золотой медали «Серп и Молот» и ордена Ленина (28 февраля 1948 года, указом Президиума Верховного Совета СССР) — «за получение высоких урожаев ржи и пшеницы»[8][2].
- Орден Отечественной войны 2-й степени (11 марта 1985 года)[2].
- Медали[2].

## Память
Бюст Анисимова в 2013 году был установлен на Аллее Славы в Ардатове.